# Wahlen 1871
◄◄ | ◄ | 1867 | 1868 | 1869 | 1870 | Wahlen 1871 | 1872 | 1873 | 1874 | 1875 | ► | ►►

Weitere Ereignisse
Die Liste der Wahlen 1871 umfasst Parlamentswahlen, Präsidentschaftswahlen, Referenden und sonstige Abstimmungen auf nationaler und subnationaler Ebene, die in diesem Jahr weltweit abgehalten wurden.
Das damalige Wahlrecht entsprach typischerweise nicht den Wahlrechtsgrundsätzen der direkten, geheimen und gleichen Wahl. Zeittypisch waren oft nur kleine Teile der Bevölkerung wahlberechtigt, ein Frauenwahlrecht war nicht gegeben.

## Termine
| Land            | Datum      | Link zur Wahl 1871                         | Link zur letzten Wahl | Bemerkung                           |
| --------------- | ---------- | ------------------------------------------ | --------------------- | ----------------------------------- |
| Deutsches Reich | 3. März    | Reichstagswahl 1871                        |                       | Wahl zum ersten deutschen Reichstag |
| Frankreich      | 8. Februar | Wahl zur Assemblée nationale (3. Republik) |                       |                                     |